# Arnhem-föld
Arnhem-föld ausztráliai Északi terület egyik történelmi régiója. Közigazgatási szerepe már nincsen, de a név továbbra is használatban van. Az Északi terület északkeleti sarkában található, mintegy 500 km-re a territórium fővárosától, Darwintól. A régió területe körülbelül 97 ezer négyzetkilométer – ez kiterjed a Kakadu Nemzeti Park teljes területére is –, népessége pedig 16 230 fő. A Holland Kelet-indiai Társaság megbízásából William van Colster kapitány 1623-ban érte el a Carpentaria-öblöt: az Arnhem-fokot az ő hajójáról nevezték el, míg maga a hajó a hollandiai Arnhem városáról kapta a nevét.
A 97 000 km² területen élő, becslések szerint mintegy 16 000 fős lakosságból 12 ezren a jolngu népességhez, e terület hagyományos tulajdonosait adó törzshöz tartoznak. A régiót kiszolgáló települési központ a Darwintól 600 km-re keletre fekvő Nhulunbuy, ami az 1970-es évek elején bányavárosként (bauxit) alakult ki. További, jelentősebb népességgel rendelkező központok: Yirrkala (Nhulunbuy szomszédságában), Gunbalanya (korábbi nevén Oenpelli), Ramingining és Maningrida.
A lakosság jelentős része – többségében ausztrál őslakosok – a településektől távol eső, apró közösségekben (outstation) él. A hagyományos törzsi területekre való visszatelepedés, mint mozgalom, az 1980-as évekre nyúlik vissza; ekkortól számos őslakos csoport költözött ki az ősi földterületekre, gyakorta azért, hogy a nagyobb településekre jellemző problémáktól (alkoholfogyasztás, üzemanyag-szipuzás, semmittevés) megszabaduljanak. 
E népcsoportok körében meglehetősen kismértékű a nyugati kulturális hatás, ezért e tekintetben Arnhem-föld Ausztráliában az államszövetség többi részétől teljesen elkülönülő legutolsó területek egyike. A régió számos vezetője lép fel olyan egyezmény megkötésének az igényével, ami a jolngu népcsoport számára lehetővé tenné a régiónak az őslakosok hagyományos törvényei szerinti igazgatását.
2013–14-ben a teljes régió körülbelül 1,3 milliárd dollár értékben járult hozzá az Északi Terület bruttó állami termékéhez (7%), elsősorban a bauxitbányászaton keresztül.

## Történelem
Arnhem-földet több tízezer éve őslakosok lakják, itt találták az első ismert, a tudósok által 35 500 évesre datált kőbaltát. A Gove-félsziget kiemelkedő szerepet játszott Ausztrália védelmében a második világháború során.
Legkésőbb a 18. századtól kezdve (de talán már korábban) Makassar (ma Indonézia) városából érkező muzulmán kereskedők keresték fel mindenen évben Arnhem-földet, hogy tengeriuborkát gyűjtsenek, illetve azzal kereskedjenek. Ezt a tengeri állatot igen nagyra értékeli a kínai konyhaművészet, valamint a helyi népi gyógyászat, amely afrodiziákumként tartja számon.
A makassari kereskedők látogatásai jelentik az első igazolható példát arra, hogy az ausztrál földrész népessége és ázsiai szomszédjai között kapcsolat állt fenn.

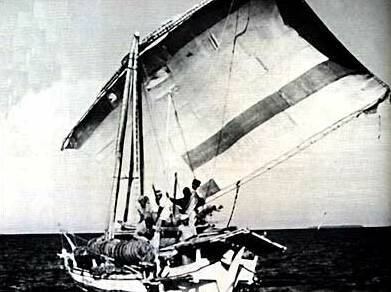
A makassari kereskedők által évszázadokon keresztül használt vitorlás hajó, a proa

A kapcsolat számottevő hatást gyakorolt a helyi ausztrál őslakosokra.  A makassariak olyan árukat kínáltak, mint a ruhaneműk, dohány, kések, rizs és alkoholos italok, amiért cserébe jogot kértek a parti vizekben a tengeriuborkák begyűjtésére, illetve ehhez helyi munkaerőt igényeltek. Számos ausztrál őslakos népcsoport között a makassari pidzsin nyelv vált a közvetítőnyelvvé, így azokat a tengerjáró makassari kultúra egymáshoz is közelebb hozta.
A Szulavézi délnyugati sarkából érkező kereskedők révén terjed el a balanda szó, ami a fehér emberekre utalt jóval azt megelőzően, hogy a nyugati felfedezők egyáltalán partra szálltak volna Észak-Ausztráliában. Arnhem-földön a szót mai is széles körben használják a fehér ausztrálokra. A hollandok a mai Szulavézin a 17. század elején kezdtek el letelepedni.
Port Essington és Groote Eylandt környékén, valamint más ausztráliai helyeken még mindig megtalálhatók a makassari kapcsolatra utaló régészeti leletek, mint például a 18. és 19. századból fennmaradt tengeriuborka-feldolgozó (szárító, füstülő) létesítmények maradványai. A makassariak ezeken a területeken Madagaszkáron és Kelet-Afrikában őshonos tamarinduszfákat is ültettek.
A feldolgozást követően a tengeriuborkákat a makassariak Kína déli részén értékesítették.
2014-ben, egy történelmi célú expedíció során 18. századi kínai érmét találtak a part menti Wessel-szigetek egy félreeső részén, az Elcho-sziget egyik homokos partján. Az érme egy, a makassariak már korábbról ismert tengeriuborka-gyűjtő helyének közeléből került elő, ahol előzőleg számos más, holland érmét is találtak, viszont kínai pénzt soha. A feltételezések szerint a pénzérme 1735. körül készülhetett Pekingben.

## Földrajz
A terület a Carpentaria-öbölben lévő Port Ropernél kezdődik, majd a tengerparton keletre haladva az East Alligator folyóig, a Kakadu Nemzeti Park határáig tart. A nagyobb települési központok közé a Kakadu Nemzeti Park határán lévő Jabiru, a Liverpool folyó torkolatában fekvő Maningrida és az északkeletre kinyúló Gove-félszigeten lévő Nhulunbuy (más néven Gove) tartozik. Gove közelében nagy bauxitbánya és ahhoz kapcsolódóan timföldfinomító található. A közigazgatási központ az Északi Terület negyedik legnépesebb települése: Nhulunbuy.
Arnhem-föld területe trópusi monszun éghajlatú, amelyben nedves és száraz évszakok váltják egymást. A hőmérséklet az évszakok között ugyanakkor keveset változik: a száraz évszak (áprilistól szeptemberig) alacsony értékei 15 °C körüliek, míg a nedves évszakban (októbertől márciusig) 33 °C a jellemző átlagos napközbeni hőmérséklet.

## Népesség
Az 1931-ben őslakos rezervátummá nyilvánított terület ma is Ausztrália legnagyobb ilyen jogállású területe, amely talán elszigeteltségéről, valamint az őslakos hagyományok hangsúlyos megőrzéséről ismert a leginkább. Az Arnhem-föld északi részén az őslakos jolngu népesség él: ők alkotják az ország egyik legnagyobb őslakos csoportját, amelynek sikerült fenntartani az élő ausztrál őslakos kultúra hagyományait.

### Művészet

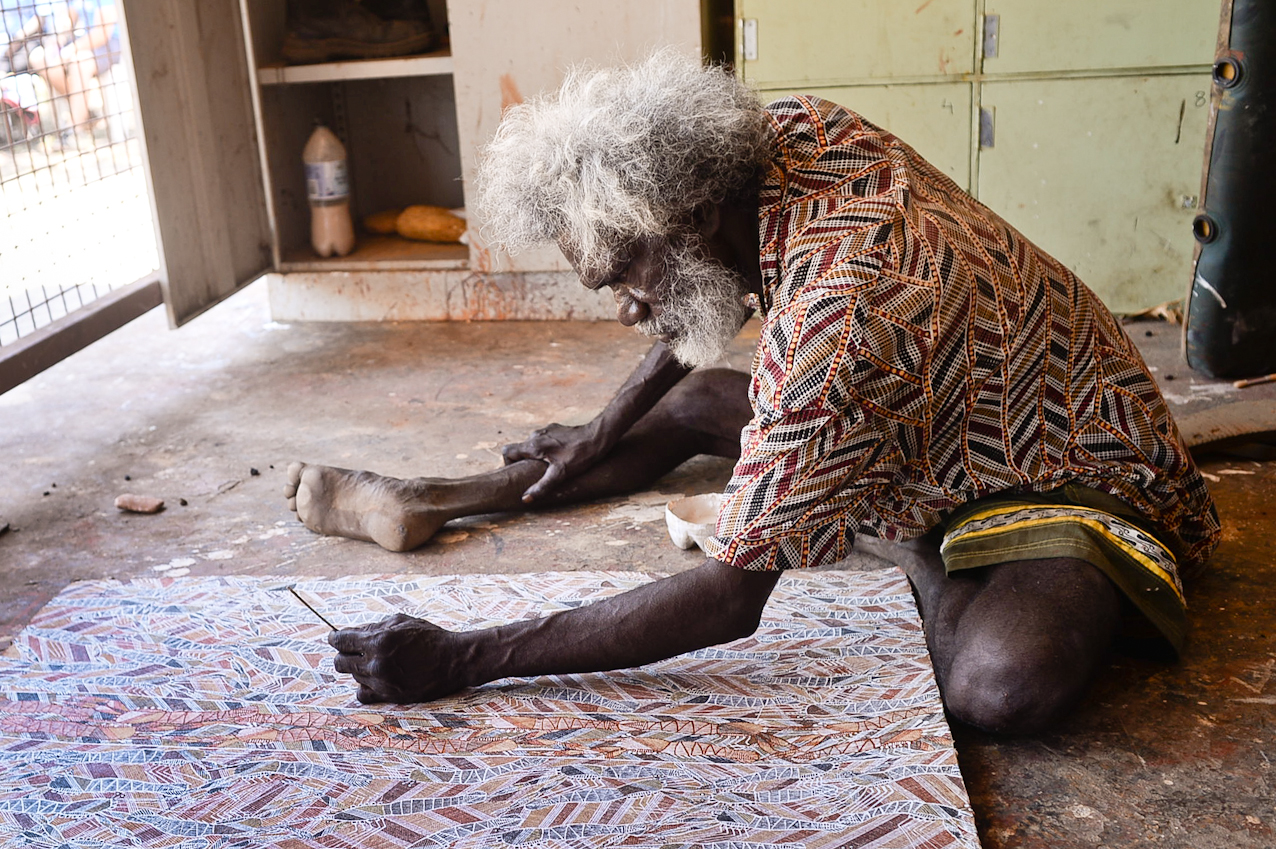
Glen Namundja, arnhem-földi ausztrál őslakos művész munka közben

A Nhulunbuy településsel szomszédos Yirrkala őslakos közösség külföldön is ismert kéregfestményeiről, az ausztrál őslakosok jogainak a képviseletéről, illetve úgy is, mint a didzseridu (yidaki) „szülőföldje”. Az Arnhem-föld nyugati részén lévő Gunbalanya (korábbi nevén Oenpelli) közösség szintén kéregfestményeiről híres. A vallási szertartások részeként az őslakosok ideiglenes homokszobrokat is alkotnak.
Arnhem-föld kiemelt helyet foglal el az őslakos sziklarajzok terén is, amire példák Ubirr sziklái, valamint Injalak Hill és Canon Hill környéke. Egyes sziklarajzok az európai felfedezőket és telepeseket mutatja néha olyan részletességgel, hogy a Martini-Henry puskák is felismerhetők, de jól megférnek egymás mellett a balta, repülőgép és hajó ábrázolások is. Az egyik védett sziklaperem alatti festményen – Darwintól sok száz kilométerre – egy rakpart látható épülettel és hajókkal, kalapos és pipázó európaiakkal, néhányuk zsebre dugott kézzel (az ábrázolásokon hiányzik a kezük). Az East Alligator folyó egyik átkelőhelyénél lőfegyveres alak látható varkoccsal, ami a 19. század második felében Darwinba hozott kínai munkásokra volt jellemző.
Yirrkala közelében, a makassari kereskedőkkel való kapcsolatot nevében is őrző Maccasans Beach tengerparton az európaiak megjelenése előtti, jolngu ausztrál őslakos kőegyüttes egy makassari vitorlás hajót, proa-t formáz, amit a területen tengeriuborka halászatára használtak. A kőegyüttes az indonéziai Szulavézi szigetéről érkező népekkel az európaiak letelepedése előtt mintegy 200 évvel fennálló kereskedelmi kapcsolatokat idézi meg.
Arnhem-földön az őslakos művészeket elsősorban közösségi tulajdonban lévő, nonprofit szervezetként működő, őslakos művészeti központok képviselik.

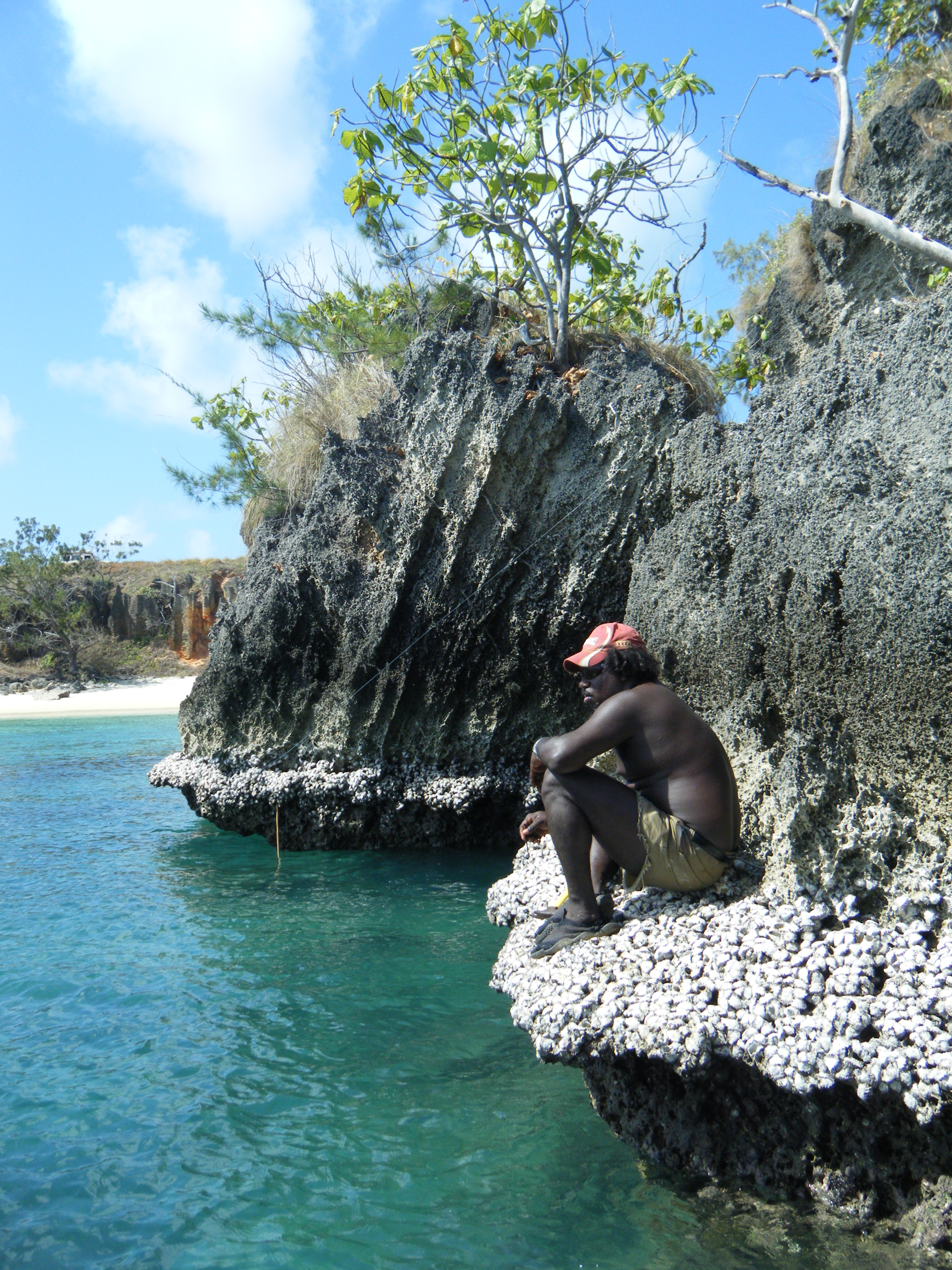
Egy őslakos, Timmy Burarrwanga. Az Arnhem-földön többségében őslakosok élnek.
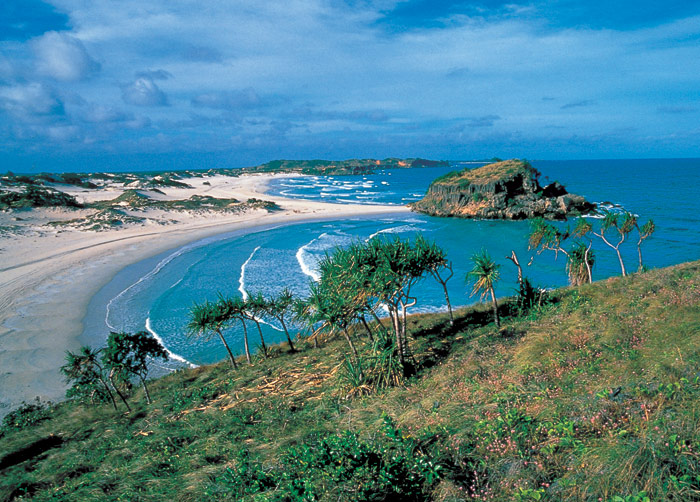
Nanydjaka-fok az arnhemi parton
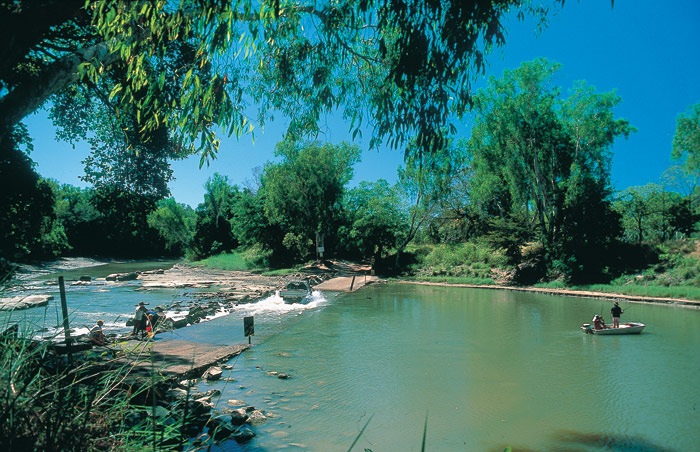
Átkelőhely Arnhem-földre az East Alligator folyón (Cahills Crossing)
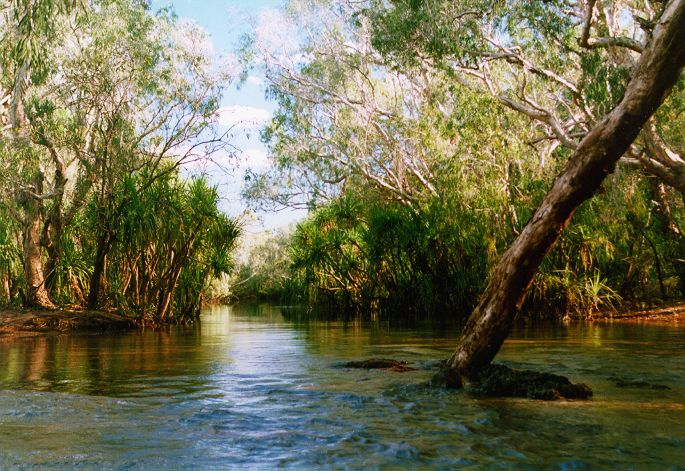
Átkelőhely a Goyder folyón (Central Arnhem Highway)
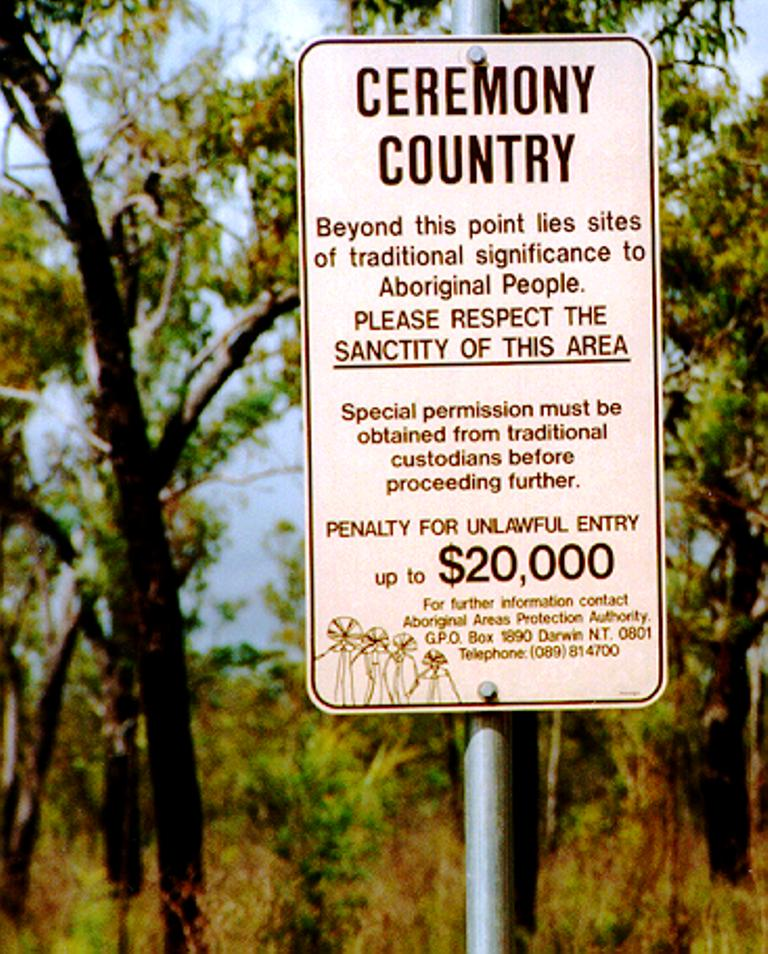
Egyes, az őslakos népesség számára kiemelt kulturális jelentőséggel bíró területekre azok sem léphetnek be, akik egyébként engedéllyel utaznak Arnhem-földön.

## Fordítás
Ez a szócikk részben vagy egészben  az   Arnhem Land  című angol Wikipédia-szócikk ezen változatának fordításán alapul.  Az eredeti cikk szerkesztőit annak laptörténete sorolja fel. Ez a jelzés csupán a megfogalmazás eredetét és a szerzői jogokat jelzi, nem szolgál a cikkben szereplő információk forrásmegjelöléseként.